# Neocalyptis sodaliana
Neocalyptis sodaliana es una especie de polilla del género Neocalyptis, categorizada en la tribu Archipini, de la subfamilia Tortricinae.

## Distribución
Se distribuye por Vietnam.

## Taxonomía
Fue descrita por Kuznetzov en 1992 y publicada en (Neocalyptis), Trud. Zool. Inst. Leningrad 245: 117.